# Carlos Lisboa
Carlos Humberto Lehman de Almeida Behnoliel Lisboa Santos (nacido el 23 de julio de 1958 en Praia, Cabo Verde) es un exjugador de baloncesto portugués.
Es padre del también jugador de baloncesto Rafael Lisboa.

## Trayectoria
De origen judío, su padre era portugués y su madre alemana, nació en Cabo Verde y se crio en Mozambique hasta que el año 1974 emigró a Portugal. Él comenzó a jugar al baloncesto en Mozambique, que por aquel entonces era una colonia de Portugal, y en el país luso jugó en la cantera del Sporting de Lisboa. Jugó en el primer equipo desde  1975/1976 a 1981/1982, ganando 3 ligas y 2 copas. También jugaría en el Queluz, ganando una liga y una Copa de Portugal.
El equipo donde mayores éxitos tendría será el Benfica, jugando allí de 1984/1985 a 1995/1996, retirándose con 38 años. Durante este período, ganó 10 ligas y 5 copas. 
Fue internacional 46 veces con Portugal, aunque nunca jugó un campeonato internacional, dado el escaso nivel de la selección lusa durante los años 80 y 90.
Después del final de su carrera de jugador se hizo entrenador. Entrenó al Benfica, Aveiro la Cesta y el Estoril Praia.